# Manenberg
|  | Denne artikel er oprettet af botten PalnaBot ud fra en ekstern database. Den kan derfor have sproglige fejl eller mangler. Denne skabelon kan fjernes efter kontrol af indholdet. |

Manenberg er en dokumentarfilm instrueret af Karen Waltorp, Christian Vium efter manuskript af Karen Waltorp, Christian Vium.

## Handling
Manenberg er en forstad til Cape Town, som blev bygget under apartheid-regimet for at huse sorte familier med lav indkomst. I dag et nedslidt og overbefolket slum-område med enorme sociale problemer, hvor udsigten til at blive gangster er større end udsigten til at skabe noget nyt i ruinerne af fortiden - men også med stærke bånd imellem beboerne i de faldefærdige rækkehuse.